# 2020年東京オリンピックのアルメニア選手団
2020年東京オリンピックのアルメニア選手団は、2021年7月23日から8月8日にかけて日本の首都東京で開催された2020年東京オリンピックのアルメニア選手団の名簿。

## 選手団
- 人員: 選手 17人[1]

## メダル
| メダル | 選手名                     | 競技                 | 種目                             | 日付   |
| ------ | -------------------------- | -------------------- | -------------------------------- | ------ |
| 銀     | アルトゥル・アレクサニャン | レスリング           | 男子グレコローマンスタイル97kg級 | 8月3日 |
| 銀     | シモン・マルティロシャン   | ウエイトリフティング | 男子109kg級                      | 8月3日 |
| 銅     | アルトゥル・ダフチャン     | 体操                 | 男子跳馬                         | 8月2日 |
| 銅     | ホバネス・バチコフ         | ボクシング           | 男子ライト級                     | 8月6日 |

## 種目別選手・スタッフ名簿及び成績

### 陸上競技
以下の選手が出場資格を獲得している。
- クリスティーナ・アルヴァーシアン
  - （女子100m）

### ボクシング
以下の選手が出場資格を獲得している。
- コリウン・ソゴモニャン
  - （男子フライ級）
- ホヴァネス・バチコフ
  - （男子ライト級）
- アルマン・ダルチニャン
  - （男子ミドル級）

### 体操
以下の選手が出場資格を獲得している。
- アルトゥール・ダフチャン
  - （男子個人）

### 柔道
以下の選手が出場資格を獲得している。
- フェルディナンド・カラペティアン
  - （男子73kg級）

### 射撃
以下の選手が出場資格を獲得している。
- エルミラ・カラペチャン
  - （女子10mエアピストル）

### 競泳
以下の選手が出場資格を獲得している。
- アルトゥール・バルセギャン
  - （男子50m自由形）
  - （男子100m自由形）
- ヴァルセニク・マヌチャリャン
  - （女子100m自由形）

### ウエイトリフティング
以下の選手が出場資格を獲得している。
- シモン・マルティロシャン
  - （男子109kg級）
- イザベラ・ヤイリャン
  - （女子59kg級）

### レスリング
以下の選手が出場資格を獲得している。
- アルセン・ハルチュニャン
  - （男子フリースタイル57kg級）
- ヴァズゲン・テヴァニャン
  - （男子フリースタイル65kg級）
- アルメン・メリキャン
  - （男子グレコローマンスタイル60kg級）
- カレン・アスラニャン
  - （男子グレコローマンスタイル67kg級）
- カラペト・チャリャン
  - （男子グレコローマンスタイル77kg級）
- アルトゥール・アレクサニャン
  - （男子グレコローマンスタイル97kg級）